# Aymon Séchal
Aymon Séchal (parfois de Séchal), mort vers mai 1404, est un prélat savoyard du XIVe siècle, qui a notamment été administrateur de l'archevêché de Tarentaise.

## Biographie

### Origines
Aymon Séchal serait le fils de Jean, issu d'une famille noble de Tarentaise,.

### Prélat partisan des Savoie
Aymon Séchal commence sa carrière avec le bénéfice de la chapelle de Saint-Bernard à Turin et un canonicat à Sion, où il n'a jamais résidé. Il est licencié ès décrets.
Aymon Séchal est considéré comme un partisan du comte de Savoie. Il obtient la prévôté de Grand-Saint-Bernard ou Mont-Joux, en 1374, non par une élection réglementaire, mais par une provision pontificale de Grégoire XI,. Il semble avoir été le candidat de la maison de Savoie, qui intervient de plus en plus dans les choix des prélats de ses États.
Il est présent lors du chapitre provincial des chanoines de Saint-Augustin, à Mâcon, le 22 avril 1380. L'année suivante, il dirige le chapitre général qui se déroule au prieuré de Meillerie.
Grâce à son influence à Avignon, Aymon Séchal intervient régulièrement pour que les bénéfices de la prévôté vacants reviennent à des chanoines du Mont-Joux et non à des étrangers. En 1391, avec le Chapitre, il vent le prieuré de Hornchurch, situé en Angleterre, en raison d'une situation socio-économique défavorable. Ce retrait est perçu par les historiens comme un suivi de la politique de la maison de Savoie qui abandonne le parti anglais en raison de la guerre de Cent Ans et soutient le pape d'Avignon, Clément VII.
Sa charge de prévôt attire les convoitises. Ainsi plusieurs prélats se positionnent pour prendre la suite, les prieurs de Saint-Barthélémy de Bassens (Savoie), de Saint-Jeoire (Savoie) ou encore de Saint-Martin-de-Miséré (Dauphiné). C'est finalement ce dernier, Hugues d'Arces, qui lui succèdera, en 1393. Dans le contexte du Grand schisme d'Occident, le pape romain Boniface IX, nomme en 1391, Jean Manco, clerc de la chambre et chanoine de Naples, au titre d'administrateur de la prévôté, mais celui-ci n'a jamais vraiment tenu ce rôle.
Il reste officiellement en charge de la prévôté du Grand-Saint-Bernard en commende, jusqu’au 28 novembre 1392. Il semble toutefois administrer la congrégation jusqu'à la désignation de son successeur, Hugues d'Arces, en 1393.

### Administrateur apostolique
Fidélité au pape d'Avignon, Clément VII, il réalise une « brillante » carrière. On le retrouve, dès 1379, au sein de la curie à Avignon, avec le titre de « capellanus commensalis ». En 1383, il est « élevé au rang de « judex causarum appellationum camere apostolico » (Juge des causes d'appel de la Chambre apostolique en Orient), avec siège à l'entrée de la Trésorerie ».
Le 16 août 1385, le pape le nomme Patriarche de Jérusalem,. En 1387, en tant que juge des causes, il se rend se rend à Rhodes, à Smyme et en « Romanie », entre 1388 et 1390. Comme légat du pape, il est chargé de régler la question de Nicosie.
Le 24 juin 1394, le pape le fait administrateur du diocèse de Lausanne pour quelques mois avant d'être nommé à la tête de celui de Belley, en août, qu'il dirige jusqu'en 1395,. Il est ensuite administrateur métropolitain de Tarentaise, le 17 septembre 1397,,. Un an plus tard, l'antipape Benoît XIII le nomme administrateur de l'évêché de Sion, pour la partie savoyarde, restée fidèle à Avignon,. L'autre partie étant placée sous l'autorité de Guillaume II de Rarogne, qui reconnaît le pape de Rome.

### Mort
Aymon Séchal semble mourir avant le 1er juin 1404. Il réalise un testament le 23 avril de cette même année, auquel il ajoute un codicille le 5 mai.
Son neveu, Jean V de Bertrand, reçoit un canonicat, à la suite de son intervention, du pape Benoît XIII, dont c'est la première intervention en Savoie.

## Blason
Les armes de Aymon Séchal se blasonnent ainsi De sable, à trois fusées d'argent.
L'érudit suisse Dubois (1939) indique que sur un portrait, probablement du XVIIe ou XVIIIe siècle, on pouvait voir les armes suivantes : d'azur à l'aigle de gueules, à la bande d'argent brochant sur le tout., mais qu'on peut leur accorder du crédit.